# Xanthoparmelia squamariata
Xanthoparmelia squamariata är en lavart som först beskrevs av Nyl. ex Cromb., och fick sitt nu gällande namn av O. Blanco, A. Crespo, Elix, D. Hawksw. & Lumbsch. Xanthoparmelia squamariata ingår i släktet Xanthoparmelia och familjen Parmeliaceae.   Inga underarter finns listade i Catalogue of Life.